# 마쓰모토 이즈미
마쓰모토 이즈미(まつもと泉, 1958년 10월 13일 ~ 2020년 10월 6일)은 일본의 만화가이다. 남자이다. 도야마현 다카오카시에서 태어났다. 대표작은 변덕스러운 오렌지로드이다.

## 생애
고교 졸업후 록, 재즈 뮤지션이 되려고 도쿄로 상경. 하지만 악보를 볼 줄 몰라서 포기하고 디자인 전문학교에 입학했다. 디자인 전문학교에 다닐 때 고교 시절 친구 2명과 만화 작품을 그려서 여러 출판사에 보낸 결과 슈에이샤 주간소년점프의 편집자에게 인정받아 만화가로 데뷔했다. 1984년부터 '주간소년점프'에 변덕스러운 오렌지로드를 연재하기 시작했다. 주간소년점프의 러브코미디, 미소녀 노선을 개척했다. 
2020년 10월 6일 향년 61세로 지병이던 뇌척수액감소증 악화로 인해 사망하였다.